# La Grande-Fosse
La Grande-Fosse är en kommun i departementet Vosges i regionen Grand Est (tidigare regionen Lorraine) i nordöstra Frankrike. Kommunen ligger i kantonen Provenchères-sur-Fave som tillhör arrondissementet Saint-Dié-des-Vosges. År 2022 hade La Grande-Fosse 130 invånare.

## Befolkningsutveckling
Antalet invånare i kommunen La Grande-Fosse
| Referens: INSEE |